# Quartier Saint-Germain-des-Prés

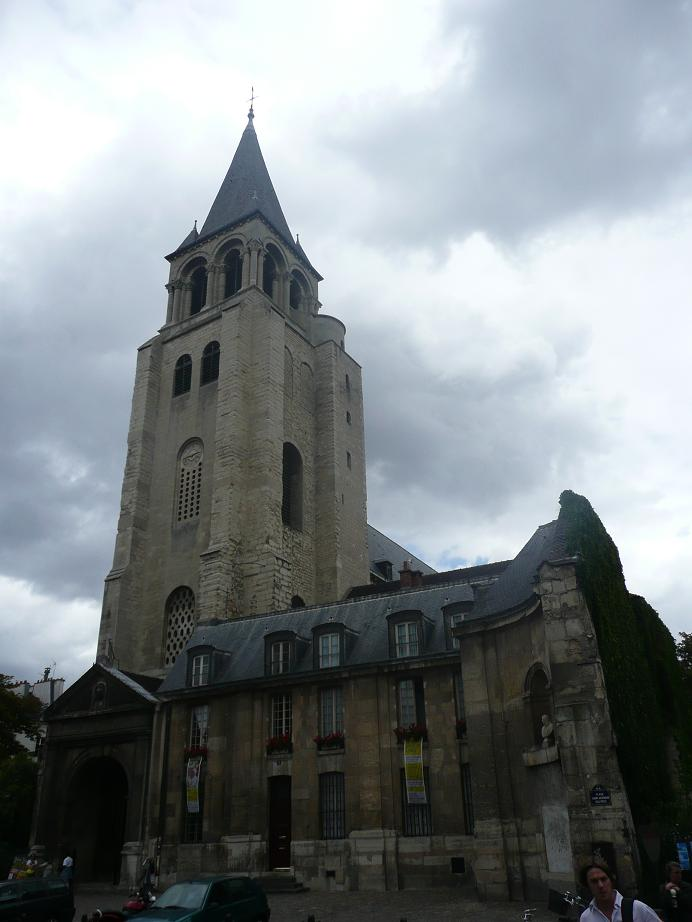
Saint-Germain-des-Prés

Quartier Saint-Germain-des-Prés (čtvrť Svatého Heřmana v Lukách) je 24. administrativní čtvrť v Paříži, která je součástí 6. městského obvodu. Má rozlohu 28,2 ha a ohraničují ji ulice Rue de Seine na východě, Rue du Four na jihu, Rue des Saints-Pères na západě a řeka Seina na severu.

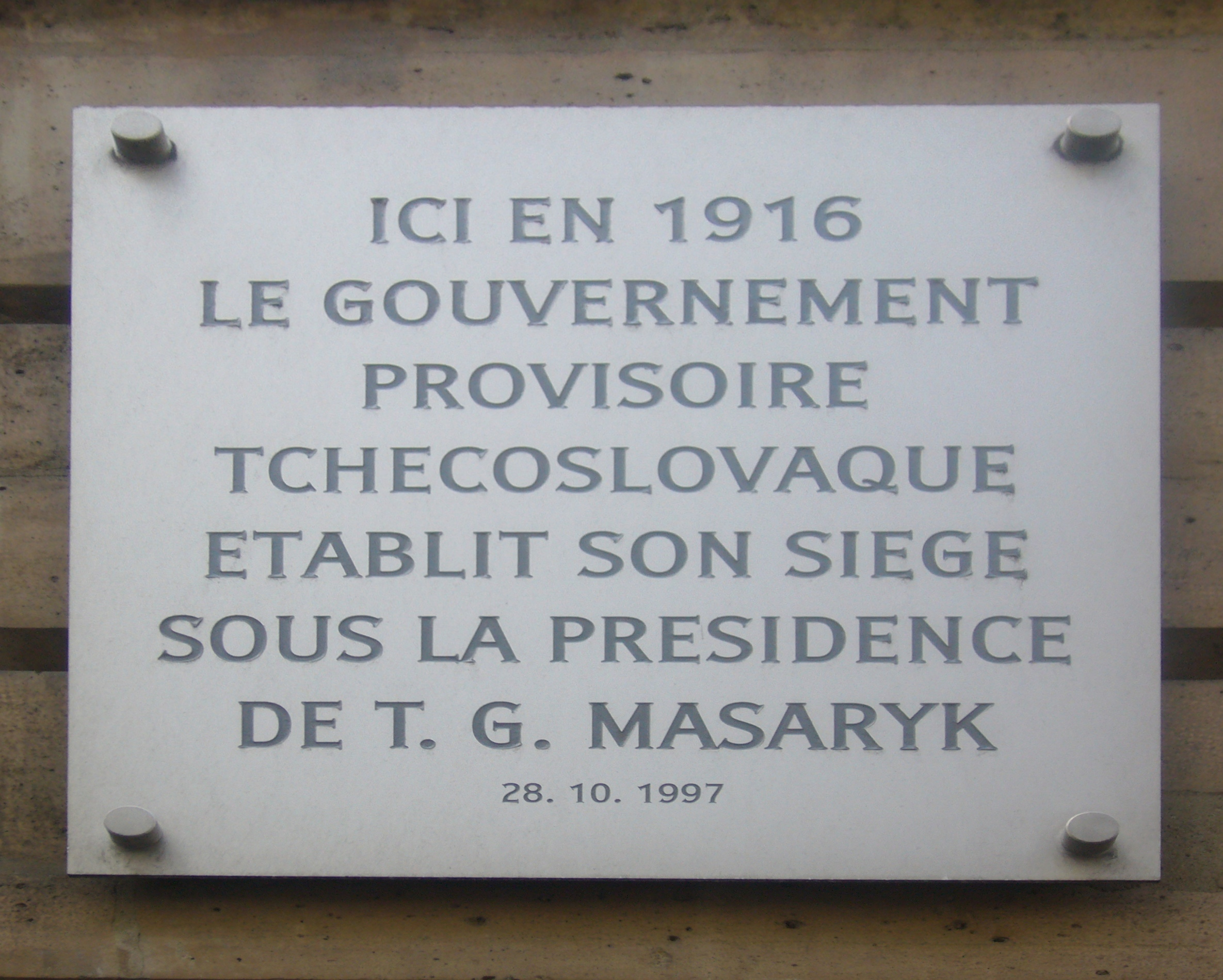
Pamětní deska na budově českého konzulátu

Čtvrť byla pojmenována podle opatství Saint-Germain-des-Prés. V ulici Rue Bonaparte č. 18 se nachází konzulát České republiky a české kulturní centrum.

## Historie
Opatství benediktinů s chrámem roku 558 vysvětil pařížský biskup Germain. Stavební komplex byl dřevěný a kolem roku 1000 byl nahrazen kamennými stavbami. Kostel byl přestavěn v románském slohu na trojlodní baziliku s hranolovou západní věží. Chrám sv. Petra sloužil až do 12. století jako farní. Kolem roku 1180 převzal funkci farního kostela nově vysvěcený kostel svatého Sulpicia.
Opatství bylo zásadně přestavěno v románském slohu a dále upravováno ve 13.-14. století. Během revoluce po roce 1789 byly stavby pobořeny a kostel využíván jako prachárna. Ze středověkých staveb se dochoval kostel, část křížové chodby a někdejší opatský palác, přestavěný v 19. století.
Kolem kláštera vznikla osada již v raném středověku, při brodu a později mostu přes Seinu. Dlouho však stála mimo hradby města Paříže.
Čtvrť byla oblíbeným místem setkání intelektuálů již od poloviny 17. století. Bydlel zde mj. matematik a filozof René Descartes, jehož ostatky jsou od roku 1819 uloženy ve zdejším kostele v kapli sv. Benedikta a ve stěně je označuje černá mramorová deska epitafu.
V kavárně Café Landelle se scházeli encyklopedisté Denis, Diderot a pozdější reolucionáři Marat, Danton a Guillotin. Vznikaly zde první tiskárny, antikvariáty a kavárny. Café Procope existuje dodnes.
Od roku 1921 se kolem nakladatelství Le Divan a stejnojmenné literární revue, kterou vedl Henri Martneau, se scházeli literáti a výtvarníci. Další skupina přibyla po druhé světové válce. Celá čtvrť se proslavila jako pařížské centrum intelektuálního a kulturního života. Ve zdejších kavárnách, barech a nočních klubech se scházeli filozofové, spisovatelé, malíři, sochaři, básníci a hudebníci, jak ve své knize zaznamenal jeden z účastníků - Boris Vian. K dalším známým jménům patří Jean-Paul Sartre a Simone de Beauvoir, Jean-Luc Godard, François Truffaut, Juliette Gréco, Nathalie Sarrautová nebo Jacques Prévert. I když tento věhlas čtvrť pozvolna ztratila, stále existují kavárny Les Deux Magots nebo Café de Flore a pivnice U Lippa, které patřily u umělců k nejoblíbenějším.

## Vývoj počtu obyvatel
| Rok sčítání | Počet obyvatel | Hustota zalidnění (ob./km²) |
| ----------- | -------------- | --------------------------- |
| 1954        | 11 921         | 42 273                      |
| 1962        | 11 050         | 39 184                      |
| 1968        | 9 223          | 32 706                      |
| 1975        | 7 010          | 24 858                      |
| 1982        | 5 988          | 21 234                      |
| 1990        | 5 707          | 20 238                      |
| 1999        | 5 154          | 18 277                      |